# Liste der Geotope im Landkreis Lichtenfels
Diese Liste enthält die Geotope des oberfränkischen Landkreises Lichtenfels in Bayern.
Die Liste enthält die amtlichen Bezeichnungen für Namen und Nummern des Bayerischen Landesamt für Umwelt (LfU) sowie deren geographische Lage. Diese Liste ist möglicherweise unvollständig. Im Geotopkataster Bayern sind etwa 3.400 Geotope (Stand März 2020) erfasst. Das LfU sieht einige Geotope nicht für die Veröffentlichung im Internet geeignet. Einige Objekte sind zum Beispiel nicht gefahrlos zugänglich oder dürfen aus anderen Gründen nur eingeschränkt betreten werden.
| Name                                                          | Bild           | Geotop ID | Gemeinde / Lage           | Geologische Raumeinheit    | Beschreibung | Fläche m² / Ausdehnung m | Geologie | Aufschlussart                  | Wert               | Schutzstatus                                           | Bemerkung                       |
| ------------------------------------------------------------- | -------------- | --------- | ------------------------- | -------------------------- | --- | ------------------------ | --- | ------------------------------ | ------------------ | ------------------------------------------------------ | ------------------------------- |
| Prallhang des Mains SW von Nedensdorf (Trimeusel)             | weitere Bilder | 478A001   | Bad Staffelstein Position | Nördliche Albrandregion    | Der Prallhang des Mains am Trimeusel ist der wohl eindrucksvollste Lias-Aufschluss Nordbayerns. Hier ist die mächtigste Ausbildung des Posidonienschiefers in ganz Nordbayern anzutreffen. Markante Schichtglieder sind die Monotisbank und die Saurierschicht THEODORIS. Der Aufschluss ist als Fossilfundstelle bekannt, Sammeln ist jedoch untersagt. | 150 50 × 3               | Typ: Standard-/Referenzprofil, Tierische Fossilien Art: Tonstein                                                          | Prallhang/Flussbett/Bachprofil | besonders wertvoll | Naturdenkmal, FFH-Gebiet, Vogelschutzgebiet            |                                 |
| Straßenböschung SE von Oberlangheim                           |                | 478A002   | Lichtenfels Position      | Nördliche Albrandregion    | Der Straßenaufschluss bei Oberlangheim erschließt ein hervorragendes Profil von Malm Alpha bis Beta. Eine Parkbucht ist vorhanden. | 1000 100 × 10            | Typ: Gesteinsart Art: Kalkstein                                                                                           | Böschung                       | bedeutend          | Naturpark                                              |                                 |
| Profil im Hohlweg in Kirchlein                                |                | 478A003   | Burgkunstadt Position     | Obermain-Bruchschollenland | Der Hohlweg in der Ortschaft Kirchlein enthält v. Gümbels berühmtes Kirchleinprofil. Der als Naturdenkmal ausgewiesene Aufschluss verdeutlicht den Übergang der Rhätolias-Schichten in Lias-Schichten. Leider ist die Lokalität trotz Unterschutzstellung sehr stark verwachsen und anstehendes Gestein praktisch nicht zu finden. | 900 300 × 3              | Typ: Schichtfolge Art: Sandstein                                                                                          | Böschung                       | bedeutend          | Landschaftsbestandteil                                 |                                 |
| Ehemaliger Steinbruch E von Meuselsberg                       |                | 478A004   | Burgkunstadt Position     | Obermain-Bruchschollenland | Der aufgelassene Bruch bei Meuselsberg ist stark verwachsen, z. T. mit Totholz und Gartenabfällen verfüllt. Er erschließt Sandsteine des Rhätolias, die als Werksteine abgebaut wurden. | 1200 40 × 30             | Typ: Gesteinsart Art: Sandstein                                                                                           | Steinbruch                     | bedeutend          | kein Schutzgebiet                                      |                                 |
| Böschung an der Eisenbahnbrücke WNW von Horb                  |                | 478A005   | Marktzeuln Position       | Nördliche Albrandregion    | Der Straßenaufschluss direkt an der B289 enthält den im Landkreis Lichtenfels einzigen Aufschluss im Coburger Sandstein. Er wird von der quartären Mittelterrasse überlagert. Eine Begrünung der Böschung wurde vermieden, um den Aufschluss als Exkursionsziel zu erhalten. Inzwischen ist er jedoch stark verwachsen. Weitere Anschnitte befinden sich am nördlichen Begleitweg nahe der Eisenbahnbrücke.                                                                    | 770 110 × 7              | Typ: Gesteinsart Art: Sandstein, Sand                                                                                     | Böschung                       | bedeutend          | kein Schutzgebiet                                      |                                 |
| Rodachprallhang am Großen Kulbitz bei Marktzeuln              |                | 478A007   | Marktzeuln Position       | Nördliche Albrandregion    | Der Rodachprallhang bei Marktzeuln bietet ein ausgezeichnetes geologisches Profil vom Unteren (Untere bis Obere Heldburgstufe) bis zum Mittleren Burgsandstein (Sandsteinkeuper). | 500 100 × 5              | Typ: Gesteinsart Art: Tonstein, Sandstein                                                                                 | Prallhang/Flussbett/Bachprofil | bedeutend          | FFH-Gebiet, Vogelschutzgebiet                          |                                 |
| Straßenaufschluss B289 bei Weidnitz-Burgkunstadt              |                | 478A008   | Burgkunstadt Position     | Nördliche Albrandregion    | Die auf eine Strecke von mehr als 3 km verteilten Straßenanschnitte zwischen Weidnitz und Theisau erschließen Gesteine des Mittleren Burgsandsteins mit Caliche-Bildungen. | 6000 2000 × 3            | Typ: Gesteinsart Art: Sandstein                                                                                           | Böschung                       | bedeutend          | kein Schutzgebiet                                      |                                 |
| Felsenkeller in Marktzeuln                                    |                | 478A009   | Marktzeuln Position       | Nördliche Albrandregion    | Am Weg zur Rodach findet man auf einer Länge von 200 Meter 14 Felsenkeller, von teils mehr als 10 m Länge, die meist verschlossen sind. | 20 10 × 2                | Typ: Gesteinsart, Stollen Art: Sandstein                                                                                  | Tunnel/Stollen/Schacht         | bedeutend          | Naturdenkmal                                           |                                 |
| Schürfstelle am Kordigast SE von Burkheim                     | weitere Bilder | 478A011   | Altenkunstadt Position    | Nördliche Frankenalb       | In der Böschung einer alten Materialentnahme-Stelle im Malm Alpha Bankkalk wurde ein offizieller Fossilien-Klopfplatz eingerichtet. | 100 20 × 5               | Typ: Tierische Fossilien, Gesteinsart Art: Kalkstein, Mergelstein                                                         | sonstiger Aufschluss           | bedeutend          | Landschaftsschutzgebiet, Naturpark                     |                                 |
| Aufgel. Steinbrüche am Krappenberg WSW von Degendorf          |                | 478A012   | Lichtenfels Position      | Nördliche Albrandregion    | Auf dem Höhenrücken zwischen Krappenberg und Fuchsgrund befinden sich zahlreiche aufgelassene Steinbrüche im Rhätolias-Sandstein. Die meisten zeigen keine bzw. kaum Aufschlüsse. Der instruktivste liegt unmittelbar neben dem Wanderweg Prälatenweg, ca. 600 m wsw von Degendorf. Er misst ca. 35 × 15 × 6 m und zeigt schöne Aufschlüsse und typische Verwitterungsstrukturen.                                                                                              | 40000 400 × 100          | Typ: Steinbruch/Grube, Gesteinsart Art: Sandstein                                                                         | Steinbruch                     | wertvoll           | Naturpark                                              |                                 |
| Aufgel. Kalksteinbruch am Westhang des Alten Staffelberges    |                | 478A013   | Bad Staffelstein Position | Nördliche Frankenalb       | Der Steinbruch am Westhang des Alten Staffelberges ist einer der wenigen großflächigen Aufschlüsse im Werkkalk (Malm Beta) im Bereich des Staffelberges. Der Bruch war bis in die 1950er Jahre in Betrieb. | 1400 70 × 20             | Typ: Gesteinsart, Schichtfolge Art: Kalkstein                                                                             | Steinbruch                     | bedeutend          | Landschaftsschutzgebiet, Naturpark                     |                                 |
| Ehemaliger Eisenerz-Bergbau am Kordigast SW von Altenkunstadt | weitere Bilder | 478G001   | Altenkunstadt Position    | Nördliche Albrandregion    | Zwei verfallene Stollen mit Halden am Kordigast (südlich von Pfaffendorf und Burkheim) belegen den Abbau auf Eisenerz im 19. Jahrhundert. Damals waren die Eisenoolithe im Oberflöz des Dogger Beta sehr begehrt. | 1 1 × 1                  | Typ: Stollen Art: Sandstein                                                                                               | Tunnel/Stollen/Schacht         | bedeutend          | Landschaftsschutzgebiet, Naturpark                     |                                 |
| Ebnether Keller NW von Ebneth                                 | weitere Bilder | 478G002   | Burgkunstadt Position     | Obermain-Bruchschollenland | Zur Anlage des geräumigen Felsenkellers wurden die natürlichen Gegebenheiten an der Rhätolias-Schichtstufe genutzt. Das Gestein ist innerhalb und außerhalb der Anlagen gut aufgeschlossen. | 12500 250 × 50           | Typ: Felsenkeller, Felswand/-hang, Schichtstufe Art: Sandstein                                                            | Hanganriss/Felswand            | bedeutend          | Naturdenkmal                                           |                                 |
| Aufgelassene Schönthalzeche S von Vierzehnheiligen            |                | 478G003   | Bad Staffelstein Position | Nördliche Frankenalb       | Von den zahlreichen Abbaustellen auf Eisenerze des Dogger Beta im Talschluss des Schönthales wurde eine Bergehalde freigestellt. Das verrollte Mundloch des Stollens ist teilweise aufgewältigt und mit Türstockzimmerung ausgebaut. Der seit Mitte des 19. Jahrhunderts betriebene Erzbergbau wurde erst 1941 mangels Rentabilität eingestellt. | 2100 70 × 30             | Typ: Stollen Art: Eisenerz, Sandstein                                                                                     | kein Aufschluss                | wertvoll           | Landschaftsschutzgebiet, Naturpark                     |                                 |
| Karstquelle Stierfessel E von Oberküps                        | weitere Bilder | 478Q001   | Ebensfeld Position        | Nördliche Frankenalb       | Der Stierfessel bei Oberküps ist ein so genannter Hungerbrunnen, bei dem jahreszeitlich bedingt die Quellschüttung stark variiert. | 1 1 × 1                  | Typ: Schichtquelle Art: Kalkstein                                                                                         | kein Aufschluss                | bedeutend          | Naturdenkmal, Landschaftsschutzgebiet, FFH-Gebiet      |                                 |
| Karstquelle E von Großziegenfeld                              | weitere Bilder | 478Q002   | Weismain Position         | Nördliche Frankenalb       | Die Karstquelle entspringt in einem mächtigen Quelltopf am natürlichen Quellhorizont des Malm Gamma. Die Nordseite des Quelltopfs ist verbaut. | 50 5 × 10                | Typ: Verengungsquelle Art: Kalkstein                                                                                      | kein Aufschluss                | wertvoll           | Naturdenkmal, Landschaftsschutzgebiet, Naturpark       |                                 |
| Dolinenfeld WSW von Weiden                                    |                | 478R001   | Weismain Position         | Nördliche Frankenalb       | Das in der topographischen Karte als Brunnenerdfall bezeichnete Gebiet westlich von Weiden enthält vereinzelte Dolinen des verkarsteten Malm Gamma und Delta. | 30000 300 × 100          | Typ: Dolinenfeld Art: Dolomitstein                                                                                        | kein Aufschluss                | bedeutend          | Landschaftsschutzgebiet, Naturpark                     |                                 |
| Hohe Wand NE von Wallersberg                                  |                | 478R002   | Weismain Position         | Nördliche Frankenalb       | Die imposante Felswand Hohe Wand im Naturschutzgebiet Kleinziegenfelder Tal besteht aus massigem Dolomit des Malm Gamma und Delta. | 30 10 × 3                | Typ: Felswand/-hang Art: Dolomitstein                                                                                     | Hanganriss/Felswand            | bedeutend          | Naturdenkmal, Landschaftsschutzgebiet, FFH-Gebiet      |                                 |
| Suttenstein E von Wallersberg                                 |                | 478R003   | Weismain Position         | Nördliche Frankenalb       | Der imposante Felsen Suttenstein liegt im Kleinziegenfelder Tal. Er besteht aus massigem Dolomit des Malm Gamma und Delta. | 20 10 × 2                | Typ: Felswand/-hang Art: Dolomitstein                                                                                     | Hanganriss/Felswand            | bedeutend          | Naturdenkmal, Landschaftsschutzgebiet, FFH-Gebiet      |                                 |
| Felsturm Blumenvase NE von Wallersberg                        |                | 478R004   | Weismain Position         | Nördliche Frankenalb       | Der imposante Felsen Blumenvase liegt im Kleinziegenfelder Tal. Er besteht aus massigem Dolomit des Malm Gamma und Delta. | 225 15 × 15              | Typ: Felsturm/-nadel Art: Dolomitstein                                                                                    | Hanganriss/Felswand            | bedeutend          | Naturdenkmal, Landschaftsschutzgebiet, FFH-Gebiet      |                                 |
| Dolomitturm NW von Kleinziegenfeld                            |                | 478R005   | Weismain Position         | Nördliche Frankenalb       | Der als ND ausgewiesene Dolomitturm auf dem Steinbruchgelände der Firm Diroll (Burgkunstadt), besteht aus sekundär dolomitisiertem Riffkalk des Malm Gamm und Delta. | 100 10 × 10              | Typ: Felsturm/-nadel Art: Dolomitstein                                                                                    | Hanganriss/Felswand            | bedeutend          | Naturdenkmal, FFH-Gebiet, Vogelschutzgebiet            |                                 |
| Rote Wand NNE von Kleinziegenfeld                             |                | 478R006   | Weismain Position         | Nördliche Frankenalb       | Die Felswand Rote Wand im Kleinziegenfelder Tal besteht aus massigem Dolomit des Malm Gamma und Delta. | 50 10 × 5                | Typ: Felswand/-hang Art: Dolomitstein                                                                                     | Hanganriss/Felswand            | bedeutend          | Naturdenkmal, Landschaftsschutzgebiet, FFH-Gebiet      |                                 |
| Felsturm Mönch N von Kleinziegenfeld                          |                | 478R007   | Weismain Position         | Nördliche Frankenalb       | Der Felsturm Mönch liegt im Kleinziegenfelder Tal. Er besteht aus massigem Dolomit des Malm Gamma und Delta. | 50 10 × 5                | Typ: Felsturm/-nadel Art: Dolomitstein                                                                                    | Hanganriss/Felswand            | bedeutend          | Naturdenkmal, Landschaftsschutzgebiet, FFH-Gebiet      |                                 |
| Felsburg Viktoriastein SE von Arnstein                        | weitere Bilder | 478R009   | Weismain Position         | Nördliche Frankenalb       | Am Victoriastein südlich von Weihersmühle sind Anschnitte der Verzahnung zwischen Bankkalken, Schwammkalkbänken und Riffkalken des Malm Gamma und Delta erschlossen. | 5000 100 × 50            | Typ: Felsburg, Gesteinsart Art: Dolomitstein                                                                              | Hanganriss/Felswand            | bedeutend          | Naturdenkmal, Landschaftsschutzgebiet, FFH-Gebiet      |                                 |
| Felsen unterhalb der Burgruine NE von Niesten                 | weitere Bilder | 478R010   | Weismain Position         | Nördliche Frankenalb       | Die Felsen bestehen aus Gesteinen des Unteren Malms und beinhalten die Höhle Eselsloch. | 30000 300 × 100          | Typ: Felswand/-hang, Karst-Halbh./Naturbrücke Art: Kalkstein                                                              | Hanganriss/Felswand            | bedeutend          | Landschaftsschutzgebiet, FFH-Gebiet, Vogelschutzgebiet |                                 |
| Karsttal Klinge SW von Ehrhardsmühle                          | weitere Bilder | 478R011   | Weismain Position         | Nördliche Frankenalb       | Das kurze Trockental ist von imposanten Felsen umrahmt. Auf seiner Nordseite liegen mächtige, von Bewuchs freigestellte Riffblöcke, die als Klettergarten genutzt werden. Die dickbankigen und massigen Dolomite bilden bis zu 8 m weite Überhänge oberhalb von dünnbankigen Dolomitlagen. | 10000 100 × 100          | Typ: Kerbtal, Felswand/-hang, Gesteinsart Art: Dolomitstein                                                               | Hanganriss/Felswand            | besonders wertvoll | Naturdenkmal, Landschaftsschutzgebiet, Naturpark       |                                 |
| Dolinenfeld zwischen Arnstein und Bojendorf                   |                | 478R012   | Weismain Position         | Nördliche Frankenalb       | Das Dolinenfeld zwischen Arnstein und Bojendorf verrät den verkarsteten, im Untergrund anstehenden Dolomit des Malm Gamma und Delta. | 150 10 × 15              | Typ: Dolinenfeld Art: Dolomitstein                                                                                        | kein Aufschluss                | bedeutend          | Naturpark                                              |                                 |
| Felsturm Rauhenstein NW von Wallersberg                       |                | 478R013   | Weismain Position         | Nördliche Frankenalb       | Der als Naturdenkmal ausgewiesene Rauhenstein ist ein Felsturm im Schwammkalk des Malm Gamm und Delta. | 500 25 × 20              | Typ: Felsturm/-nadel Art: Kalkstein                                                                                       | Hanganriss/Felswand            | wertvoll           | Naturdenkmal, Landschaftsschutzgebiet, FFH-Gebiet      |                                 |
| Die Rauhen Felsen SW von Mosenberg                            |                | 478R014   | Weismain Position         | Nördliche Frankenalb       | Die als Naturdenkmal ausgewiesenen Rauhen Felsen bestehen aus Schwammkalk des Malm Gamma und Delta. | 200 20 × 10              | Typ: Felsgruppe Art: Kalkstein                                                                                            | Hanganriss/Felswand            | bedeutend          | Naturdenkmal, Landschaftsschutzgebiet, FFH-Gebiet      |                                 |
| Pfersag-Wasserfall NE von Ebneth                              | weitere Bilder | 478R016   | Burgkunstadt Position     | Obermain-Bruchschollenland | Der Pfersag-Wasserfall ist etwa 2 m hoch und markiert die Schichtstufe des Rhätolias-Sandsteins. Des Wasser entstammt dem Nassbrunnen, der aus mehreren Quellen im Lias Alpha 3 entspringt. | 10 5 × 2                 | Typ: Wasserfall, Schichtquelle Art: Kalkstein, Sandstein                                                                  | Prallhang/Flussbett/Bachprofil | wertvoll           | Naturdenkmal                                           |                                 |
| Felsgruppe WNW von Ebneth                                     |                | 478R017   | Burgkunstadt Position     | Obermain-Bruchschollenland | Die Felsgruppe besteht aus Rhätsandsteinfelsen mit typischer Kreuzschichtung. Die Schichtstufe zerfällt entlang weit geöffneter Klüfte in große Felsblöcke. Hier finden sich auch mehrere Felsenkeller. | 60 15 × 4                | Typ: Felswand/-hang, Schichtstufe, Felsblock Art: Sandstein                                                               | Hanganriss/Felswand            | wertvoll           | Naturdenkmal                                           |                                 |
| Felsgruppe bei Wildenroth                                     |                | 478R018   | Burgkunstadt Position     | Obermain-Bruchschollenland | Die Rhätsandsteinfelsen in Wildenroth sind in der Karte als Hans-Ulrich-Felsen (Naturdenkmal) bezeichnet. Sie wurden bekannt durch den Nachweis einer prähistorischen Schmiede. | 120 30 × 4               | Typ: Felswand/-hang Art: Sandstein                                                                                        | Hanganriss/Felswand            | bedeutend          | Naturdenkmal                                           |                                 |
| Bärental NE von Wunkendorf                                    | weitere Bilder | 478R019   | Weismain Position         | Nördliche Frankenalb       | Das Landschaftsschutzgebiet Bärental bei Wunkendorf schließt Schichten des Malm Alpha bis Gamma auf, wobei die Felsen im Bereich der Schwammfazies liegen. Zahlreiche verschiedene Geotoptypen, wie z. B. die Krassachquelle als typische Karstquelle, eine Bachschwinde, mehrere Karsthöhlen mit Sinterbildungen sowie ein Felsentor, erhöhen den touristischen Reiz diese Gebietes. In einer der Höhlen (Fuchsenloch) wurden Knochen des eiszeitlichen Höhlenbären gefunden. | 1200000 3000 × 400       | Typ: Kerbtal, Karst-Halbh./Naturbrücke, Karst-Horizontalhöhle, Schichtquelle, Bachschwinde, Felswand/-hang Art: Kalkstein | Hanganriss/Felswand            | wertvoll           | Landschaftsschutzgebiet, FFH-Gebiet, Vogelschutzgebiet |                                 |
| Felsfreistellung Backofen ESE von Oberküps                    |                | 478R020   | Ebensfeld Position        | Nördliche Frankenalb       | Der Backofen ist ein Felsen mit Halbhöhle im Schwammkalk des Malm Gamma. | 8 4 × 2                  | Typ: Felswand/-hang, Karst-Halbh./Naturbrücke Art: Kalkstein                                                              | Hanganriss/Felswand            | bedeutend          | Naturdenkmal, Landschaftsschutzgebiet, Naturpark       |                                 |
| Felsgruppe am Großen Kordigast                                | weitere Bilder | 478R021   | Altenkunstadt Position    | Nördliche Frankenalb       | Die eindrucksvollen Felsbildungen am Ostgipfel des Großen Kordigast gewähren einen herrlichen Ausblick. Die Felsen bestehen aus Riffen des Malm Delta und sind sehr fossilreich (verkieselte Schwamme, Trochitenschuttkalk, Muscheln). | 5000 100 × 50            | Typ: Felsgruppe Art: Kalkstein                                                                                            | Hanganriss/Felswand            | wertvoll           | Naturdenkmal, Landschaftsschutzgebiet, Naturpark       |                                 |
| Uhufelsen ENE von Serkendorf                                  |                | 478R022   | Bad Staffelstein Position | Nördliche Frankenalb       | Der Uhufelsen bei Serkendorf besteht aus Schwammkalk des Malm Gamma und Delta. | 50 10 × 5                | Typ: Felswand/-hang Art: Kalkstein                                                                                        | Hanganriss/Felswand            | bedeutend          | Naturdenkmal, FFH-Gebiet, Vogelschutzgebiet            |                                 |
| Felsen mit Halbhöhle Botzenkapelle SE von Serkendorf          |                | 478R023   | Bad Staffelstein Position | Nördliche Frankenalb       | Die Botzenkapelle bei Serkendorf ist eine eindrucksvolle Halbhöhle in Schwammkalken des Malm Gamma und Delta. | 50 10 × 5                | Typ: Felswand/-hang, Karst-Halbh./Naturbrücke Art: Kalkstein                                                              | Hanganriss/Felswand            | bedeutend          | Naturdenkmal, Naturpark                                |                                 |
| Felsturm Hohler Stein ESE von Schwabthal                      | weitere Bilder | 478R024   | Bad Staffelstein Position | Nördliche Frankenalb       | Der über die Albhochfläche emporragende Hohle Stein mit der namensgebenden Halbhöhle besteht aus sekundär dolomitisiertem Kalk des Malm Gamma und Delta. | 100 10 × 10              | Typ: Felsturm/-nadel, Karst-Halbh./Naturbrücke Art: Dolomitstein                                                          | Hanganriss/Felswand            | bedeutend          | Naturdenkmal, FFH-Gebiet, Vogelschutzgebiet            |                                 |
| Dolinen NW von Eichig                                         |                | 478R028   | Lichtenfels Position      | Nördliche Frankenalb       | Die Dolinenreihe nordwestlich von Eichig hat seine Entstehungsursache in der Verkarstung des Malm Gamma und Delta. Entlang des Lineaments, das parallel zum Köttler Grund verläuft sind in NE-SW Richtung mehrere Dolinen aufgereiht. An der als Naturdenkmal ausgewiesenen Doline sind Grasballen gelagert. | 2500 50 × 50             | Typ: Dolinenfeld Art: Kalkstein                                                                                           | kein Aufschluss                | bedeutend          | Naturdenkmal, Landschaftsschutzgebiet, Naturpark       |                                 |
| Staffelberg SE von Staffelstein                               | weitere Bilder | 478R029   | Bad Staffelstein Position | Nördliche Frankenalb       | Der Gipfel des Staffelberges mit den Scheffelfelsen ist ein markantes Wahrzeichen des Maintals. Er bildet den nordwestlichsten Ausläufer der Fränkischen Alb. Unterhalb des Gipfelplateaus befinden sich mehrere kleine Höhlen. Der Gipfelbereich wurde 2001 freigestellt. | 30000 150 × 200          | Typ: Inselberg/Zeugenberg Art: Dolomitstein, Kalkstein                                                                    | Felshang/Felskuppe             | wertvoll           | Naturschutzgebiet, Landschaftsschutzgebiet, FFH-Gebiet | Bayerns schönste Geotope Nr. 74 |
| Ponordoline SE von Görau                                      |                | 478R030   | Weismain Position         | Obermain-Bruchschollenland | Die relativ große Doline unmittelbar neben der Friedhofskapelle von Görau liegt im Bereich einer landwirtschaftlich genutzten Fläche, ist frei von störendem Bewuchs und deshalb sehr auffällig. Im Gegensatz zu einigen wassergefüllten Eintiefungen im Zustrombereich ist der Dolinenboden verhältnismäßig trocken, was für einen aktiven Ponor (Schluckloch) spricht, da das Oberflächenwasser offenkundig sehr schnell versickert.                                         | 800 40 × 20              | Typ: Ponor Art: Kalkstein                                                                                                 | Doline/Erdfall                 | wertvoll           | Landschaftsschutzgebiet, Naturpark                     |                                 |